# Dicranostomus nitidus
Dicranostomus nitidus är en insektsart som beskrevs av Brunner von Wattenwyl 1895. Dicranostomus nitidus ingår i släktet Dicranostomus och familjen vårtbitare. Inga underarter finns listade i Catalogue of Life.